# الکتروانسفالوگرافی کمی
الکتروانسفالوگرافی کمی (QEEG) یک روش در رابطه با تجزیه و تحلیل عددی داده‌های نوار مغزی (الکتروانسفالوگرافی) می‌باشد.

## جزئیات
تکنیک‌های مورد استفاده در تجزیه و تحلیل سیگنال‌های دیجیتال در تجزیه و تحلیل نوار مغزی (الکتروانسفالوگرافی) مورد استفاده قرار می‌گیرند. این‌ها شامل آنالیز موجک (wavelet) و تبدیل فوریه، با تمرکز دوباره بر فعالیت مشترک بین آهنگ سیگنال‌ها از جمله همگامی فاز (انسجام، تأخیر فاز) و همگامی دامنه سیگنال می‌گردد (انسجام/همبستگی و عدم تقارن).
سیگنال آنالوگ شامل سری زمانی میکروولتاژی از EEG که به صورت دیجیتالی نمونه برداری شده‌است و نرخ نمونه برداری برای جلوگیری از در هم رفتگی فرکانسی به حد کافی بزرگ در نظر گرفته شده‌است (با استفاده از اصل نایکوئیست بیش از دو برابر بالاترین فرکانسی که در سیگنال شناسایی گردید) می‌شود. تقویت کننده‌های الکتروانسفالوگرافی مدرن از نمونه‌برداری مناسب جهت حصول سیگنال الکتروانسفالوگرافی از فرکانس صفر (دی سی) به ۷۰ یا 100 هرتز با استفاده از نرخ نمونه‌برداری ۲۵۰/۲۵۶، ۵۰۰/۵۱۲، تا بیش از ۱۰۰۰ نمونه در هر ثانیه بسته به کاربرد مورد نظر استفاده می‌نمایند. تحلیل الکتروانسفالوگرافی کمی را می‌توان توسط ابزارهای با دسترسی آزادی همچون EEGLAB یا ابزار Neurophysiological Biomarker Toolbox انجام داد.
اگرچه الکتروانسفالوگرافی کمی برای برخی بیماران مبتلا به صرع برای استفاده مجوزهای پزشکی را کسب کرده‌است، اما توسط آکادمی نورولوژی آمریکا یا جامعه نوروفیزیولوژی بالینی آمریکا تأیید نشده‌است.

## تحلیل فوریه نوار مغزی (الکتروانسفالوگرافی)
تحلیل فوریه سیگنال زمانی الکتروانسفالوگرافی را طیفی از ولتاژ بر حسب فرکانس که معمولاً به نام «طیف قدرت» شناخته می‌شود تبدیل می‌کند، که قدرت مربع دامنه سیگنال الکتروانسفالوگرافی، و دامنه میانگین اندازه سیگنال از پیک مثبت تا پیک منفی سیگنال در سراسر زمان نمونه برداری می‌باشد. طول دوره، رزولوشن فرکانسی تبدیل فوریه را تعیین می‌نماید، که در آن هر یک ثانیه طول دوره، فرکانس یک هرتز و طول دوره برابر با چهار ثانیه فرکانس ۰٫۱۲۵ هرتز را نتیجه می‌دهد.
{\displaystyle f(\xi )=\int _{-\infty }^{\infty }f(x)e^{-2\pi ix\xi }\,dx}
که در آن ξ برابر با فرکانس می‌باشد.

## تجزیه و تحلیل موجک (wavelet) در سیگنال الکتروانسفالوگرافی
تبدیل موجک (wavelet) یک تبدیل زمان-فرکانس است که امکان تجزیه و تحلیل سیگنال‌های الکتروانسفالوگرافی که با تبدیل فوریه تجزیه و تحلیل قابل انجام نیست را مهیا می‌سازد.
{\displaystyle X(a,b)={\frac {1}{\sqrt {a}}}\int _{-\infty }^{\infty }{\overline {\Psi \left({\frac {t-b}{a}}\right)}}x(t)\,dt}
که در آن a = ضریب مقیاس‌گذاری و b = زمان می‌باشد.

## موارد استفاده
الکتروانسفالوگرافی کمی برای برخی استفاده‌های کلینیکی نظیر صرع پذیرفته شده‌است، اگرچه همچنان برای استفاده در سایر موارد نظیر ضربه مغزی تأیید شده نمی‌باشد. در حال حاضر مطالعات پیرامون استفاده از تکنیک الکتروانسفالوگرافی کمی در تحقیقات بالینی در حال اجرا می‌باشد. الکتروانسفالوگرافی کمی همچنین در نوروفیدبک که نوعی از بیوفیدبک می‌باشد و در آن فعالیت الکتریکی مغز تحت نظر قرار می‌گیرد نیز مورد استفاده قرار می‌گیرد. در نوروفیدبک فعالیت الکتریکی مغز توسط برنامه‌های کامپیوتری هنگامی که به فرد محرک‌های دیداری یا شنوایی ارائه می‌گردد رصد می‌گردد و هدف آموزش فرد برای کنترل برخی فاکتورهای ذهنی توسط فیدبکی که از کامپیوتر دریافت می‌کند می‌باشد.